# Idaea microptera
Idaea microptera là một loài bướm đêm trong họ Geometridae.